# Associazione Calcio Littorio Vomero 1930-1931
Questa pagina raccoglie i dati riguardanti l'Associazione Calcio Littorio Vomero nelle competizioni ufficiali della stagione 1930-1931.

## Rosa
| N. |                   | Ruolo | Calciatore         |
| -- | ----------------- | ----- | ------------------ |
|    | Italia (bandiera) | C     | Mario Bonivento    |
|    | Italia (bandiera) | D     | Ferracciano        |
|    | Italia (bandiera) | C     | Edoardo Furiani    |
|    | Italia (bandiera) | A     | Domenico Gariglio  |
|    | Italia (bandiera) | C     | Ernesto Ghisi (II) |
|    | Italia (bandiera) | D     | Pino Ghisi         |

| N. |                   | Ruolo | Calciatore         |
| -- | ----------------- | ----- | ------------------ |
|    | Italia (bandiera) | A     | Gontrano Innocenti |
|    | Italia (bandiera) | C     | Nicoli             |
|    | Italia (bandiera) | D     | Salvatore Piccolo  |
|    | Italia (bandiera) | D     | Attilio Ravani     |
|    | Italia (bandiera) | A     | Paolo Vigna        |
|    | Italia (bandiera) | P     | Ciro Visciano      |